# سوئن پیتر کریستنسن
سوئن پیتر کریستنسن (دانمارکی: Søren Peter Christensen; ۳۰ اکتبر ۱۸۸۴ – ۱۲ اکتبر ۱۹۲۷) ژیمناست هنری اهل دانمارک بود.